# Francesco Eschinardi
Francesco Eschinardi, noto anche con lo pseudonimo di Costanzo Amichevoli (Roma, 13 dicembre 1623 – Roma, 12 gennaio 1703), è stato un fisico e matematico italiano, uomo di ampia erudizione, che scrisse anche di ottica, astronomia, topografia e archeologia.

## Biografia
Entrò quattordicenne, nel 1637, nelle scuole della Compagnia di Gesù, dove approfondì gli studi di filosofia e logica, diventando poi egli stesso un padre gesuita e dal 1658 un docente di queste e di altre materie, quali la fisica e l'astronomia, presso il Collegio Romano; il suo nome risulta infatti a più riprese nelle liste degli insegnanti. Fra i suoi allievi ebbe Filippo Bonanni.
Gli interessi di Eschinardi erano specialmente rivolti alla fisica e alla matematica, materie che pare abbia insegnato a Perugia e Firenze, sebbene non vi siano documenti chiari al riguardo, se non quelli che attestano i suoi contatti con docenti delle università di quelle città.
Per tutta la vita continuò a pubblicare opere che testimoniano la sua attività scientifica e didattica. A Roma, dove visse quasi sempre, collaborò al Giornale de' Letterati e fu animatore dell'Accademia fisico-matematica fondata da Giovanni Giustino Ciampini.
Dal 1661 fu prefetto degli studi nel collegi per stranieri che la Compagnia aveva a Roma (scozzese, irlandese, maronita, inglese). Morì presso Roma nel 1703.
Amico e corrispondente di famosi letterati e scienziati, Eschinardi svolse una ricca attività di ricerca che dagli originari interessi di ottica, che rimasero per così dire la sua vocazione professionale, si estesero ai problemi della meccanica (in particolare della dottrina dell'impeto), di astronomia, di idraulica e di architettura.

## Opere
- (LA) Microcosmi physicomathematici, vol. 1, Perugia, Tipografia episcopale, 1658.
- (LA) De sono pneumatico, Roma, 1672.
- Regola di tramutare il tempo ordinario degli oriuoli in pendolo, Roma, Nicolò Angelo Tinassi, 1672.
- Architettura civile, Terni, Bernardino Arnazzini, 1675.
- Ragguagli dati ad un amico in Parigi sopra alcuni pensieri sperimentabili proposti nell'accademia fisicomatematica di Roma, Roma, Nicolò Angelo Tinassi, 1680.
- Lettera al signor Francesco Redi nella quale si contengono alcuni discorsi fisicomatematici, Roma, Nicolò Angelo Tinassi, 1681.
- Architettura militare, Roma, Angelo Bernabò, 1684.
- (LA) Cursus Physicomathematicus, vol. 1, Roma, Johannes Jacobus Komarek, 1689.
- Descrizione di Roma e dell'agro romano, Roma, Domenico Francioli, 1750  [1696].